# Municipio de Santa María Coyotepec
El municipio de Santa María Coyotepec es un municipio situado en el estado mexicano de Oaxaca. Según el censo de 2020, tiene una población de 3751 habitantes.
Pertenece al Distrito Centro, ubicado en la región Valles Centrales.

## Toponimia
El nombre de este municipio oaxaqueño es de origen náhuatl. Deriva de los vocablos cóyotl (coyote) y tepec (cerro), por lo que puede traducirse como "Cerro de los Coyotes". Anteriormente la comunidad tenía el nombre zapoteco de "zaa-peche".